# Velocità caratteristiche

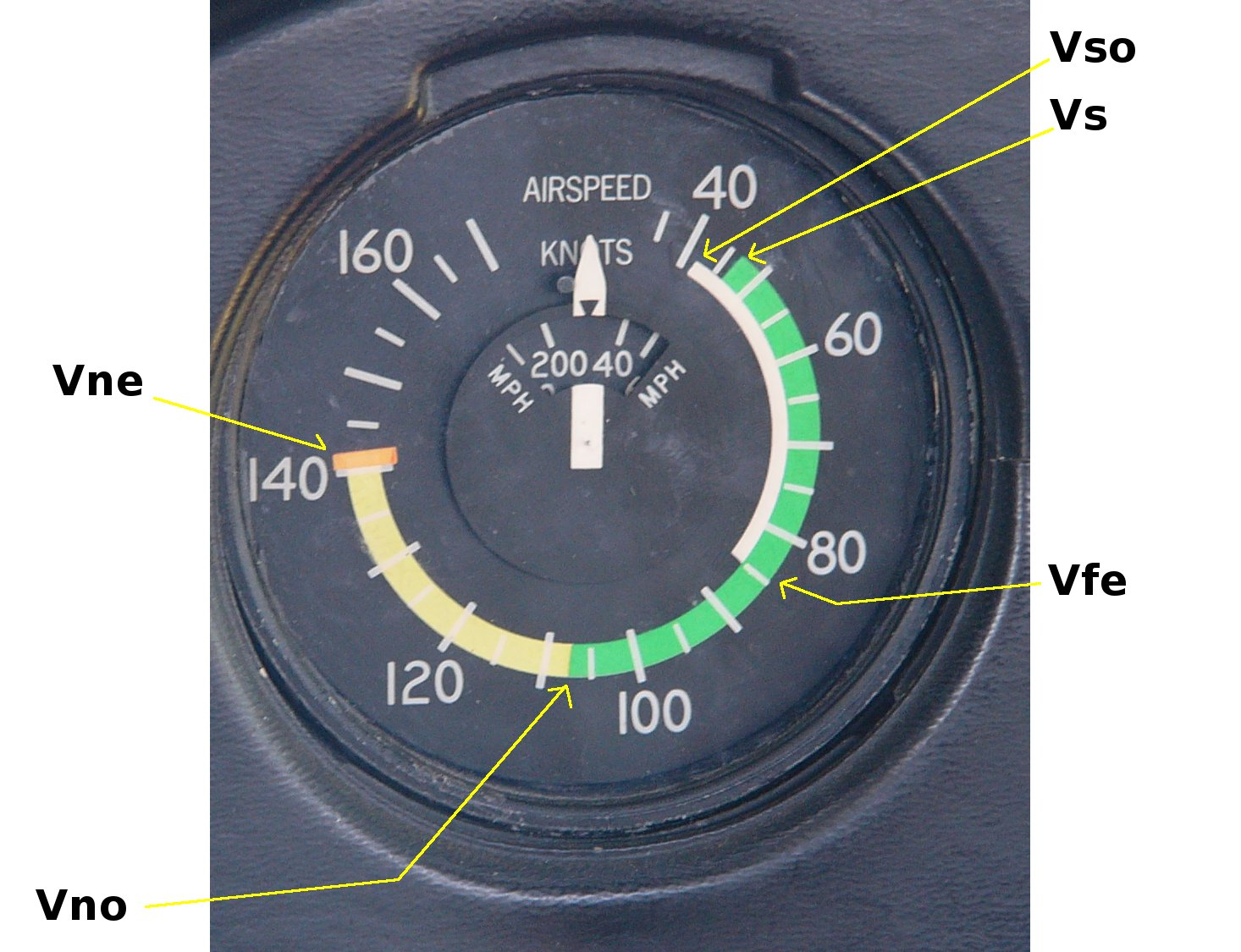
Anemometro di un monomotore (Cessna 150L) con riportate le V speed

In aviazione, le velocità caratteristiche (in inglese V-speeds o Velocity-speeds) sono termini standard utilizzati per definire velocità importanti o utili per le operazioni degli aeromobili (come aerei, alianti, autogiri, elicotteri o dirigibili) che vengono indicate dagli anemometri.
Queste velocità sono determinate in base ai dati derivanti dai progettisti e dai costruttori degli aeromobili durante le prove di volo e verificati nella maggior parte delle nazioni da ispettori di agenzie governative durante prove svolte per il rilascio della certificazione dell'aeromobile stesso.

L'utilizzo di questi termini è considerata una buona pratica aeronautica per aumentare la sicurezza del volo, il miglioramento delle prestazioni o entrambe.
Queste velocità caratteristiche sono sempre "velocità indicate" (IAS) specifiche per il modello interessato e quindi espresse in termini di velocità rispetto all'aria, di modo che i piloti le possano utilizzare direttamente leggendo gli strumenti anemometrici, senza necessità di applicare fattori di correzione.
In aviazione generale, le velocità caratteristiche più usate e più critiche nei confronti della sicurezza del volo, sono rappresentate mediante archi e linee colorate sugli anemometri di bordo. Il margine inferiore dell'arco verde e dell'arco bianco sono le velocità di stallo rispettivamente con i flap retratti o completamente estesi valutate con l'aeromobile in condizioni di massimo peso consentito.
L'indicazione delle V-speed sugli strumenti è un requisito per ottenere il certificato di aeronavigabilità degli aeromobili nella maggior parte del mondo.

## Regolamenti
Le velocità caratteristiche più comuni sono spesso definite formalmente delle regolamentazioni aeronautiche in vigore per una certa nazione. Negli Stati Uniti d'America, le definizioni sono date nel titolo 14 dell'United States Code of Federal Regulations, noto come Federal Aviation Regulations o FAR. In Canada, l'agenzia per le certificazioni aeronautiche, la Transport Canada, definisce 26 V-speeds di uso comune nel loro Aeronautical Information Manual - (AIM).

## Velocità caratteristiche regolamentate
Le seguenti velocità caratteristiche (V-speeds) sono regolamentate dalle normative aeronautiche emesse dai governi.
| V-speed | Descrizione |
| ------- | --- |
| V1      | Decision Speed o Critical Engine Failure Speed - Velocità di decisione o critica o di avaria al motore critico: velocità massima durante il decollo, alla quale un pilota può ancora fermare in sicurezza il velivolo senza lasciare la pista. È anche la velocità minima necessaria all'aereo per continuare la corsa di decollo (fino al raggiungimento della velocità di decollo detta V2) con possibilità di successo, anche se un motore critico va in avaria tra la V1 e V2 |
| V2      | Takeoff safety speed - Velocità di sicurezza al decollo - Velocità alla quale può avvenire il decollo in sicurezza con un motore in avaria. |
| V2min   | Minimum takeoff safety speed - Velocità minima di sicurezza al decollo - Velocità minima alla quale può avvenire il decollo in sicurezza. |
| V3      | Flap retraction speed - velocità alla quale vanno retratti i flap dopo il decollo. |
| VA      | Design maneuvering speed nota anche come Speed for maximum control deflection - Velocità di manovra:è la velocità al di sopra della quale non si deve fare utilizzo dei controlli di volo alla massima escursione (o pull to the stops - "tirare i comandi fino ai fermi") in quanto l'azione può generare fattori di carico eccedenti quelli massimi tollerabili dalle strutture.                                                                                                |
| VB      | Design speed for maximum gust intensity - Velocità di progetto per la massima intensità di raffica: velocità massima da non superare in presenza di turbolenza per evitare sollecitazioni eccessive alle strutture |
| VC      | Design cruising speed o Optimum cruise speed - Velocità di crociera da progetto: velocità per la quale si ottiene la massima efficienza, in termini di rapporto distanza percorsa diviso tempo, a parità di consumo di combustibile. |
| VD      | Design diving speed - Velocità di progetto in affondata: massima velocità teorica raggiungibile in affondata. |
| VDF     | Demonstrated flight diving speed - Velocità dimostrata in affondata: massima velocità misurata nel corso di un'affondata. |
| VEF     | Velocity engine fail - Velocità al di sotto della quale l'avaria del motore critico rende impossibile il decollo. Deve essere inferiore a V1 per motivi di sicurezza, per consentire in caso di arresto del motore critico di fermare l'aeromobile senza uscire di pista. |
| VF      | Designed flap speed - Velocità di progetto di estensione dei flap: velocità alla quale vanno estratti i flap secondo il progetto. |
| VFE     | Maximum flap extended speed - Velocità massima con i flap estesi: velocità posta al termine dell'arco bianco sull'anemometro, al di sopra della quale, se si mantengono i flap estesi, si arreca danno alle strutture. |
| VFTO    | Final takeoff speed - Velocità finale al termine della corsa di decollo. |
| VH      | Maximum speed in level flight at maximum continuous power - Velocità massima in volo livellato con i motori a regime massimo consentito per uso continuativo. |
| VLE     | Maximum landing gear extended speed - Velocità massima con il carrello esteso: velocità massima alla quale è possibile volare in sicurezza con un aeromobile dotato di carrello retrattile nella configurazione con il carrello estratto. |
| VLO     | Maximum landing gear operating speed - Velocità massima alla quale è sicuro estendere o retrarre il carrello con un aeromobile dotato di carrello retrattile. |
| VLOF    | Lift-off speed - Velocità effettiva di decollo. È valutata aggiungendo un 10% alla Minimum unstick speed con tutti i motori operativi o un 5% con un motore non operativo. |
| VMC     | Minimum control speed with Critical engine inoperative - Velocità minima alla quale è ancora possibile governare l'aeromobile con il motore critico non operativo. |
| Vmcg    | Minimum control speed on the ground - Velocità minima alla quale l'aeromobile è ancora controllabile direzionalmente durante la corsa di decollo, pur con un motore non operativo, potenza di decollo erogata dal(i) motori operativi e carrello del muso assunto come non operativo. |
| VMO     | Maximum operating limit speed - Velocità massima in condizioni operative normali. |
| VMU     | Minimum unstick speed - Velocità minima alla quale può decollare l'aeromobile, posto che sia inclinato al massimo angolo di decollo. L'angolo massimo di decollo è limitato negli aeromobili con carrello triciclo dalla necessità di non urtare la pista con la coda |
| VNE     | Never exceed speed - Velocità da non superare in nessuna condizione di volo calcolata in base alle capacità delle strutture di rimanere integre. |
| VNO     | Velocità massima di crociera per le normali operazioni (normal operations). |
| VR      | Rotation speed - Velocità alla quale gli aerei con carrello triciclo alzano dal suolo la ruota anteriore in fase di decollo. |
| VRef    | Velocità nominale di atterraggio o velocità da mantenere all'attraversamento della soglia della pista. |
| VS      | Velocità di stallo o velocità minima in volo orizzontale alla quale l'aeromobile è ancora governabile. |
| VS0     | Velocità di stallo o velocità minima in configurazione d'atterraggio. |
| VS1     | Velocità di stallo o velocità minima in volo orizzontale alla quale l'aeromobile è ancora governabile in una specifica configurazione. |
| VSR     | Reference stall speed - Velocità nominale di stallo. |
| VSR0    | Velocità nominale di stallo in configurazione d'atterraggio. |
| VSR1    | Velocità nominale di stallo in una specifica configurazione. |
| VSW     | Velocità di attivazione dell'avviso di stallo (stall warning). |
| VTOSS   | Category A rotorcraft takeoff safety speed - velocità di sicurezza per il decollo con aerogiri categoria A. |
| VX      | Velocità che consente il massimo angolo di salita. |
| VY      | Velocità che consente la massima velocità ascensionale |

## Altre velocità caratteristiche
Alcune di queste velocità sono riferite ad alcuni tipi di velivoli in particolare; in quanto tali, non sono regolamentate dalle normative dei governi.
| V-speed | Descrizione |
| ------- | --- |
| VBE     | Best endurance speed - Velocità di massima autonomia oraria, la quale garantisce il minor consumo orario. Può essere utilizzata in condizioni particolari, quali l'attesa per il miglioramento delle condizioni meteorologiche sull'aeroporto. |
| VBG     | Best power-off glide speed - Velocità di massima efficienza, che garantisce la massima distanza percorribile in planata. In base alla definizione di efficienza aerodinamica, è la velocità alla quale è massimo il rapporto portanza/resistenza. |
| VBR     | Best range speed - Velocità di massima autonomia chilometrica, che ottimizza il consumo al chilometro. È simile alla Vmd. |
| VFS     | Velocità di salita durante il segmento finale della procedura di decollo con un motore non operativo e flap e slat retratti. |
| Vimd    | Minimum drag - Velocità alla quale si ha la minima resistenza aerodinamica. |
| Vimp    | Minimum power - Velocità di minima potenza erogata dal motore. |
| VLLO    | Maximum landing light operating speed – Velocità massima a cui è operabile la luce di atterraggio retrattile. |
| Vmbe    | Maximum brake energy speed - Limite di velocità a cui è applicabile la massima azione frenante. |
| Vmd     | Minimum drag - Velocità alla quale si ha la minima resistenza aerodinamica in rapporto alla portanza. Identica alla VBR ed alla Vimd. |
| Vmca    | Minimum control speed in the air – Velocità minima di controllo dell'aereo in aria: è la velocità minore alla quale l'aeromobile è controllabile in volo, valutata con un motore non operativo e potenza di decollo ai rimanenti motori operativi. Gli standard per le certificazioni degli aeromobili specificano che la valutazione va fatta considerando non operativo il motore più critico e la sua elica (se presente) mossa dal flusso aerodinamico (non in bandiera), non più di 5 gradi di rollio verso i motori operativi, potenza di decollo ai motori operativi, carrello retratto, flap in posizione decollo e centro di gravità nella posizione più sfavorevole. Negli USA, la Vmca è definita dalla norme FAR, Parte 23.149 per i velivoli di categoria normale e da trasporto passeggeri; e Parte 25.149 per gli aerei da trasporto. |
| Vmcl    | Velocità minima alla quale l'aeromobile è controllabile in volo in configurazione di avvicinamento o atterraggio con un motore non operativo. |
| Vmin    | Velocità minima per poter consentire il volo secondo le regole di volo IFR per gli elicotteri. |
| Vra     | Rough air speed - Velocità massima per il volo in condizioni di turbolenza. |
| Vwo     | Velocità massima operativa con tettuccio o finestrino aperti |
| VZRC    | Zero rate of climb speed - Velocità alla quale un aereo bimotore ha una velocità ascensionale nulla. |

## Numero di Mach
Le velocità limite possono essere espresse anche in relazione al numero di Mach, basta sostituire la lettera "V" con la "M" di Mach. Per esempio, la velocità VMO (Maximum operating limit speed) verrà misurata in nodi, mentre la MMO (Maximum operating limit Mach) sarà misurata in termini di mach.

## Definizioni della V1
La V1 è definita come "Critical engine speed" o "Velocità decisionale". Rappresenta la massima velocità in decollo entro la quale il pilota può decidere di arrestare la corsa del velivolo e interrompere lo stesso in totale sicurezza. Oltre il punto di raggiungimento della V1 lo spazio di frenata risulta maggiore dello spazio di pista necessario per il decollo. In altri termini si può dire che equivale alla minima velocità con la quale l'aereo può decollare anche se in presenza di un'avaria del propulsore critico.
Il valore della V1 varia a seconda del tipo di aeromobile, della configurazione di volo (estensione dei flap, peso massimo al decollo), dalla lunghezza della pista TORA, dalle sue proprietà (asfalto, terra, erba), dalle condizioni atmosferiche (ad esempio se in caso di pioggia la pista è bagnata lo spazio di frenata aumenterà) e da altri fattori.
Anche a seconda della giurisdizione del Paese possiamo trovare diverse definizioni di V1. Per esempio:
- La US Federal Aviation Administration la definisce come: "La V1 indica la massima velocità in decollo alla quale il pilota deve prendere la prima decisione (per esempio: frenare, ridurre potenza al motore, impiegare i freni aerodinamici) per fermare l'aeromobile entro la distanza di "Accelerate Stop Distance Available" (ASDA). La V1 indica anche la minima velocità in decollo, dopo la rottura del motore critico durante la VEF, alla quale il pilota può continuare la fase di decollo e raggiungere l'altezza minima richiesta dalla pista entro la "Take Off Distance Available" (TODA).[6]
- Il ministero dei trasporti Canadese la definisce come: "Velocità di identificazione di avaria al motore critico" e aggiunge: "Questa definizione non è restrittiva. Un operatore può adottare qualunque altra definizione utilizzata dal manuale di volo del velivolo (AFM) a patto che tale definizione non comprometta la sicurezza del velivolo stesso."[7]